# ندای وظیفه: ونگارد
ندای وظیفه: ونگارد (انگلیسی: Call of Duty: Vanguard) یک بازی ویدئویی در ژانر تیراندازی اول شخص است که توسط اسلج‌همر گیمز توسعه و توسط اکتیویژن عرضه شده‌است. این بازی در ۵ نوامبر ۲۰۲۱ برای مایکروسافت ویندوز، پلی‌استیشن ۴، پلی‌استیشن ۵، اکس‌باکس وان و اکس‌باکس سری اکس و سری اس عرضه شد. این عنوان به‌طور کلی هجدهمین قسمت از مجموعهٔ ندای وظیفه است. این بازی با وجود محیط مشابه، دنباله‌ای بر ندای وظیفه: جنگ جهانی دوم محسوب نمی‌شود.
کمپین ونگارد در چهار خط مقدم مختلف در طول جنگ جهانی دوم متمرکز شده‌است — اقیانوس آرام، غرب، شرق و شمال آفریقا.